# Миуша
Миу́ша (Miúcha, настоящее имя — Элоиза Мария Буарки де Оланда, Heloísa Maria Buarque de Hollanda) (30  ноября 1937, Рио-де-Жанейро — 27 декабря 2018, там же) — бразильская певица, один из ведущих представителей бразильской популярной музыки. Сестра Шику Буарки. Вторая жена (с 1966) Жуана Жилберту. 

## Очерк биографии и творчества
Родилась в Рио-де-Жанейро в семье историка Сержиу Буарки, в 1946 году семья переехала в Сан-Паулу. Систематического музыкального образования Миуша не получила. В 1960 году по гранту французского правительства изучала историю искусств в Школе Лувра. 
Профессиональную карьеру Миуша начала поздно: первую аудиозапись осуществила в 1975 году (LP-альбом The best of two worlds, в ансамбле с Жуаном Жилберту и Стэном Гетцем. В том же году выступила в США на Ньюпортском джазовом фестивале. В 1977–1979 годах много работала с А. К. Жобином. Большой успех сопутствовал Миуше в шоу (организованном Алоизиу де Оливейрой), где она пела в ансамбле с Жобином, Токиньо и культовым бразильским поэтом Винисиусом ди Морайсом. Это шоу в 1977 году демонстрировалось в концертном зале Canecão (Рио-де-Жанейро), в 1978 году последовали международные гастроли в Южной Америке, в Италии и Франции (сохранились видеозаписи миланского и парижского концертов). Помимо указанных Миуша выступала в концертах и записывалась на пластинки в ансамбле с композитором Карлосом Лирой, гитаристом Баденом Пауэллом и др. Пела в мюзикле Жуана де Барро «Да, у нас есть Брагинья» (Муниципальный театр Рио-де-Жанейро, 1989). В 1999 году гастролировала в Японии. Как и её муж (Жуан Жилберту), пела преимущественно на родном португальском языке (за исключением своего дебюта в альбоме Стена Гетца «The best of two worlds», где пела по-английски).
Выступила в качестве одного из сценаристов полнометражных документальных фильмов об А. К. Жобине — «A música segundo Tom Jobim» (2012) и «A luz do Tom» (2013; режиссёр обоих — Н. Перейра дус Сантус). 
Дочь Миуши — эстрадная певица Бебел Жилберту (р. 1966).

## Дискография
- 1977 Miúcha & Antônio Carlos Jobim RCA Victor LP
- 1977 Tom/Vinicius/Toquinho/Miúcha - Gravado ao vivo no Canecão Som Livre LP, CD (концертный альбом)
- 1977 Os Saltimbancos Philips LP, CD
- 1979 Miúcha & Tom Jobim RCA Victor LP
- 1979 Tom Jobim, Vinicius de Moraes, Toquinho e Miúcha - Musicalmente ao vivo na Itália (концертный)
- 1980 Miúcha RCA Victor LP
- 1989 Miúcha Warner/Continental LP
- 1999 Vivendo Vinicius ao vivo Baden Powell, Carlos Lyra, Miúcha e Toquinho BMG Brasil CD (концертный)
- 1999 Rosa amarela BMG Brasil CD
- 2002 Compositores Biscoito Fino CD
- 2003 Miúcha canta Vinicius & Vinicius - Música e letra Biscoito Fino CD
- 2007 Outros Sonhos Biscoito Fino CD
- 2008 Miúcha com Vinícius/Tom/João Sony & BMG CD